# Doppelstockbrücke (Bullay)
Die Doppelstockbrücke Bullay, auch Moselbrücke Bullay genannt, ist eine Brücke über die Mosel zwischen Alf/Zell und Bullay. Sie wurde als Deutschlands erste Doppelstockbrücke errichtet. Über den Obergurt verläuft die Moselstrecke, auf dem Untergurt verläuft die Landesstraße 199. Nachdem die Bahnstrecke Bullay und die Mosel über die kombinierte Eisenbahn- und Straßenbrücke passiert hat, mündet sie auf der anderen Moselseite direkt in den Prinzenkopftunnel.

## Geschichte
Die 314 Meter lange Brücke wurde in den Jahren 1875–1878 mit dem Bau der Moselstrecke Koblenz – Trier im Zuge der Kanonenbahn errichtet. Zunächst war sie als reine Eisenbahnbrücke geplant. Nachdem sich die umliegenden Gemeinden und der Landkreis sowie Unternehmer finanziell beteiligten, genehmigte die preußische Regierung den Bau einer Doppelstockbrücke für Schiene und Straße.
Die erste Brücke war eine kastenförmige Stahlgitterkonstruktion mit einer Gesamtmasse von 1400 Tonnen mit sechs Einfeldträgern und fünf Flusspfeilern. Die Stützweite der Stromöffnung beträgt 88 Meter, die fünf Flutöffnungen haben jeweils 35 Meter Stützweite. Mit Zunahme des Transportaufkommens musste die Brücke 1928–1929 umgebaut und verstärkt werden. Die Überbauten wurden mit einem Strebenfachwerk mit Zwischenfeldern unter den Obergurten ausgeführt. Die neue Konstruktion hat eine Systemhöhe von 11 Metern und eine Stahlmasse von 2000 Tonnen. Das Bauwerk ist neben den beiden doppelstöckigen Brücken der Biggetalbahn eines von nur drei seiner Art in Deutschland.
Im Zweiten Weltkrieg lief über die Brücke der Nachschub an die Westfront, daher war sie seit 1944 oft Ziel alliierter Bombenangriffe. Am 10. Februar 1945 wurde sie bei einem Luftangriff von vier P-47D Thunderbolts der 368th Fighter Group der United States Army Air Forces (USAAF) zerstört. Nach Befürwortung des französischen Militärgouverneurs Marie-Pierre Kœnig konnte die Brücke wieder aufgebaut und am 24. April 1947 in Betrieb genommen werden. Weitere Sanierungsmaßnahmen erfolgten 1999–2000 durch die Deutsche Bahn.

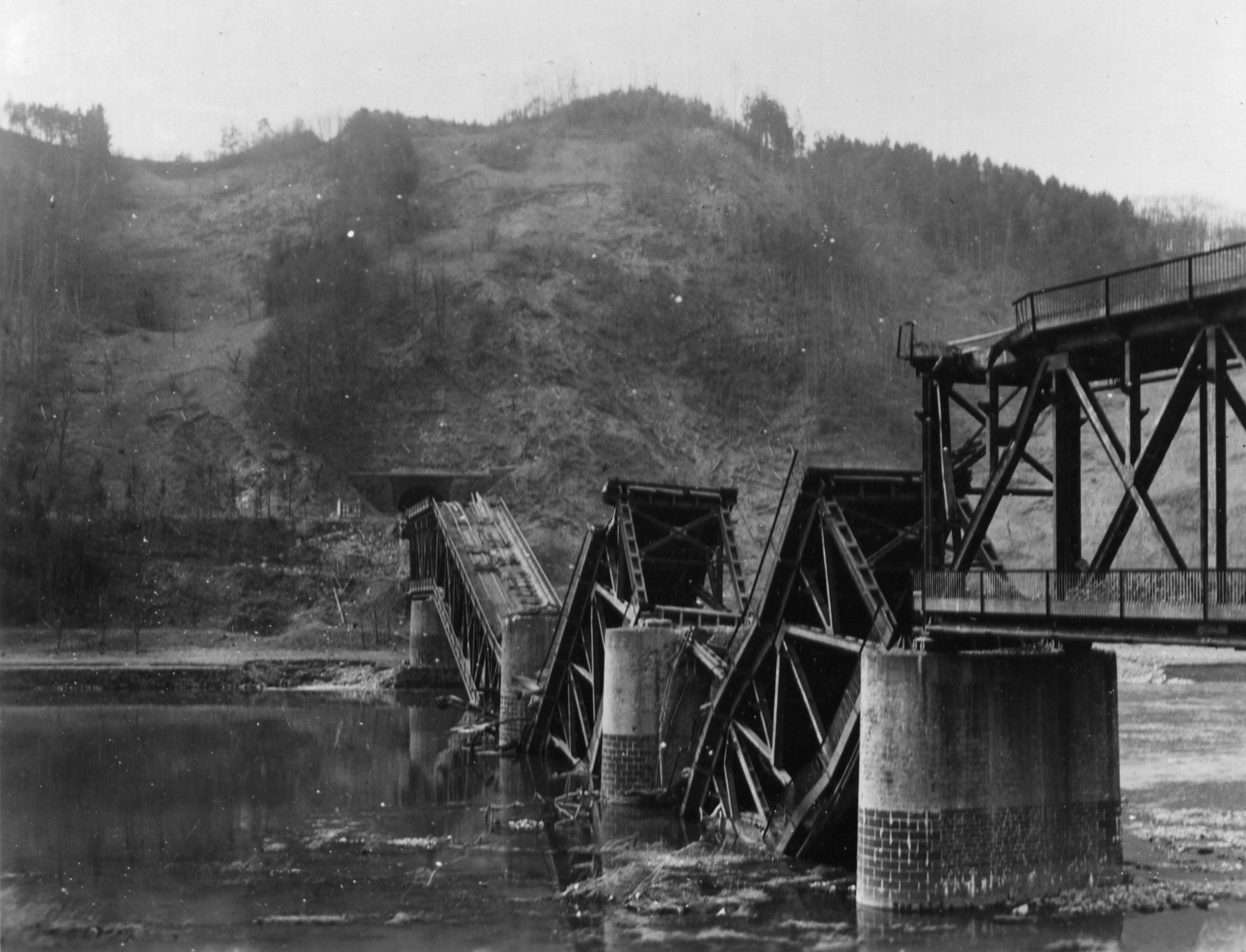
Die bei einem US-amerikanischen Luftangriff 1945 zerstörte Brücke
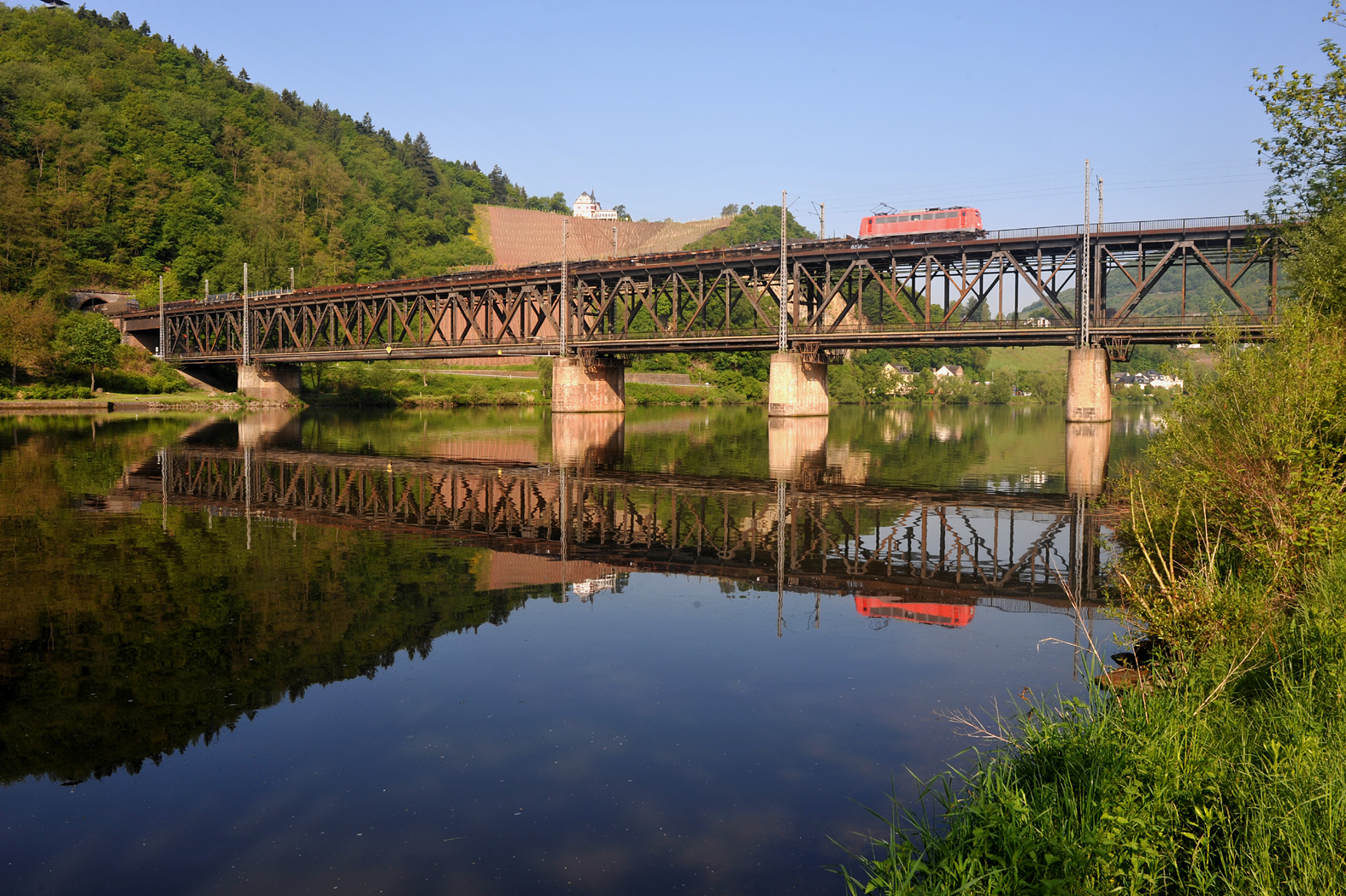
Ostansicht
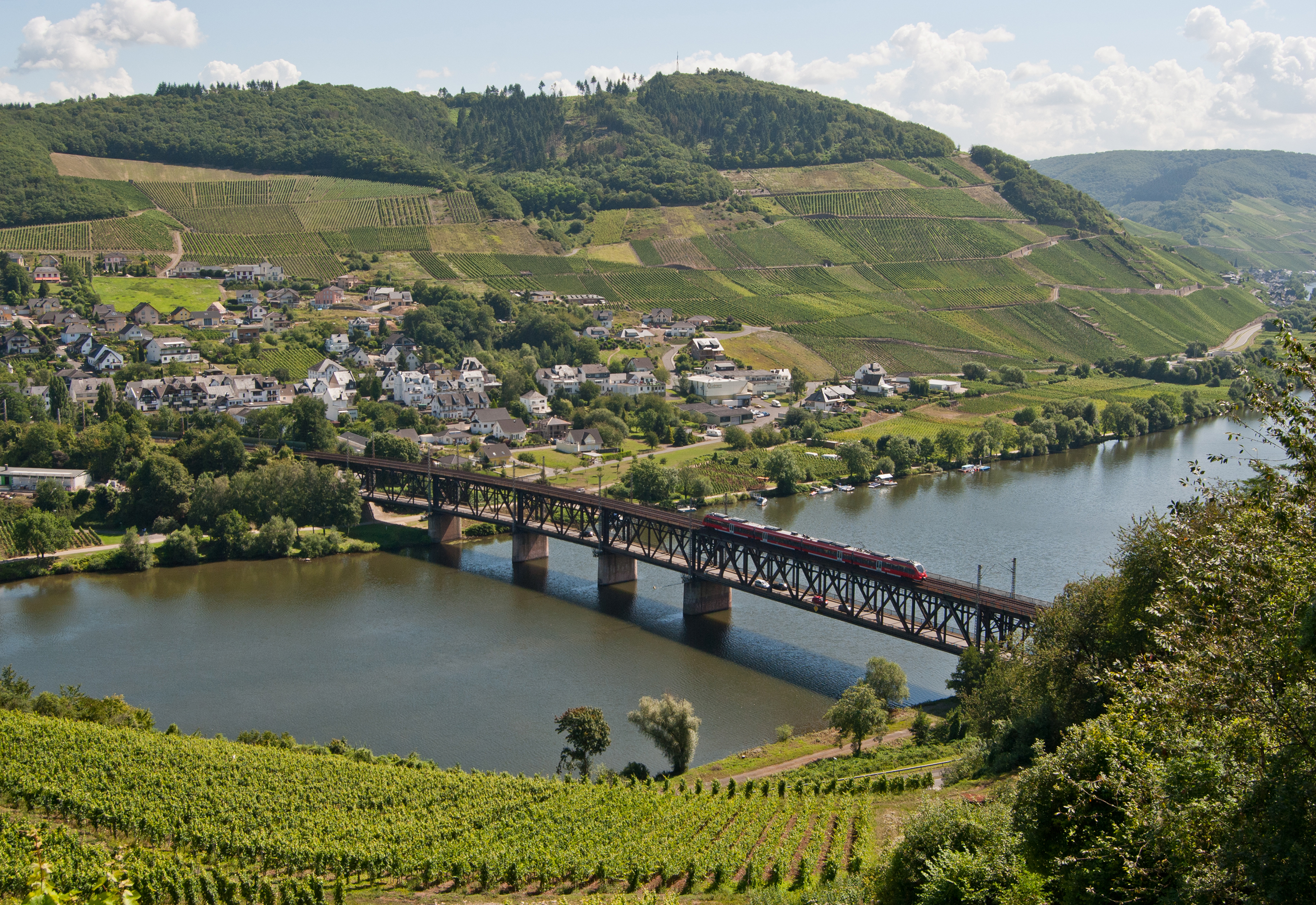
Blick von Westen
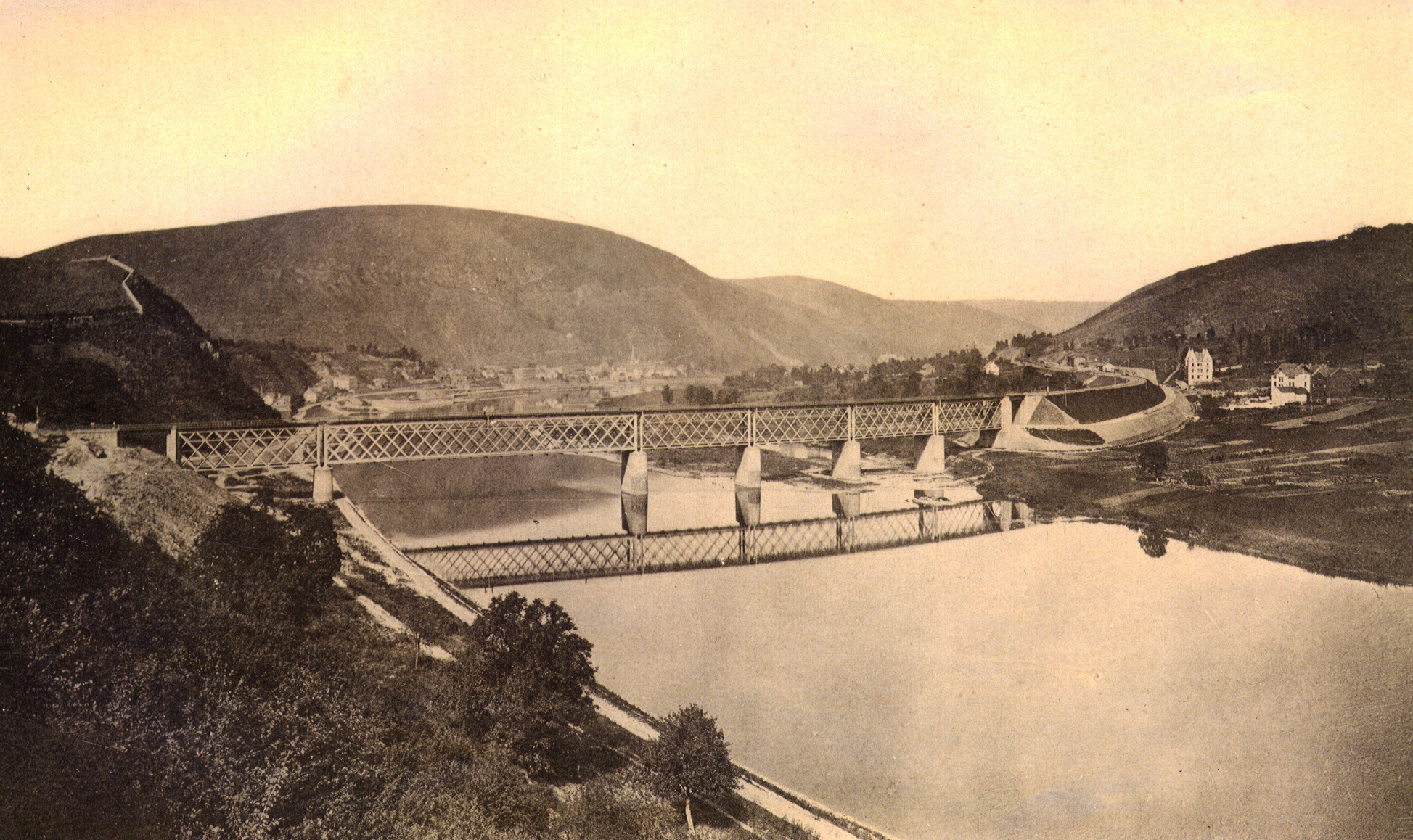
Ansicht der Brücke kurz nach der Fertigstellung um 1880

## Denkmalschutz
Die Doppelstockbrücke Bullay ist ein geschütztes Kulturdenkmal nach dem Denkmalschutzgesetz (DSchG) und in der Denkmalliste des Landes Rheinland-Pfalz eingetragen. Sie liegt auf den Gemarkungen Zell (Mosel) und Bullay und wird geführt in der Liste für Bullay.